# Otto Liebetrau

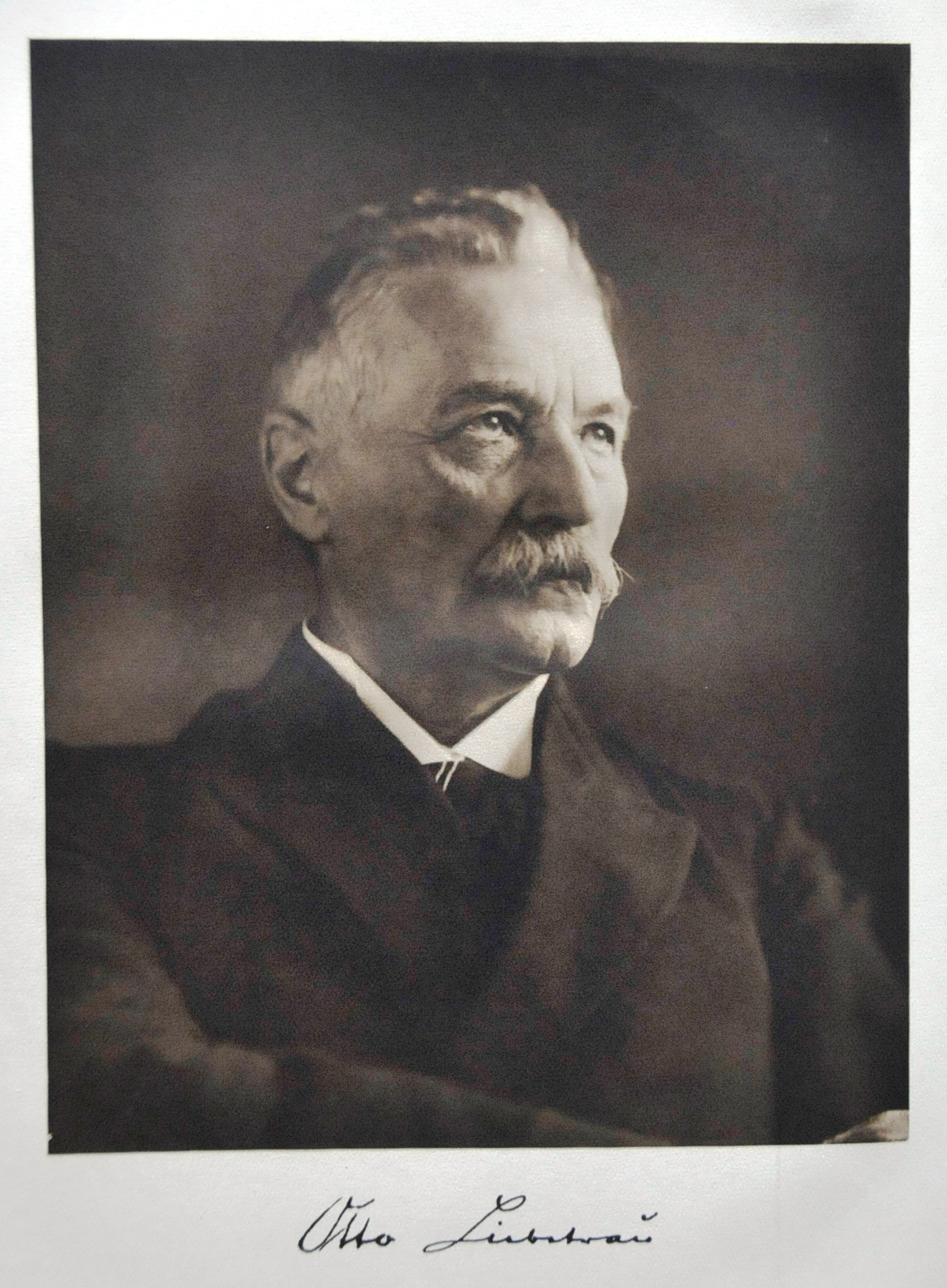
Liebetrau, etwa 65-jährig

Otto Liebetrau (* 6. August 1855 in Gräfentonna; † 25. September 1928 in Gotha) war ein deutscher Kommunalpolitiker.

## Leben

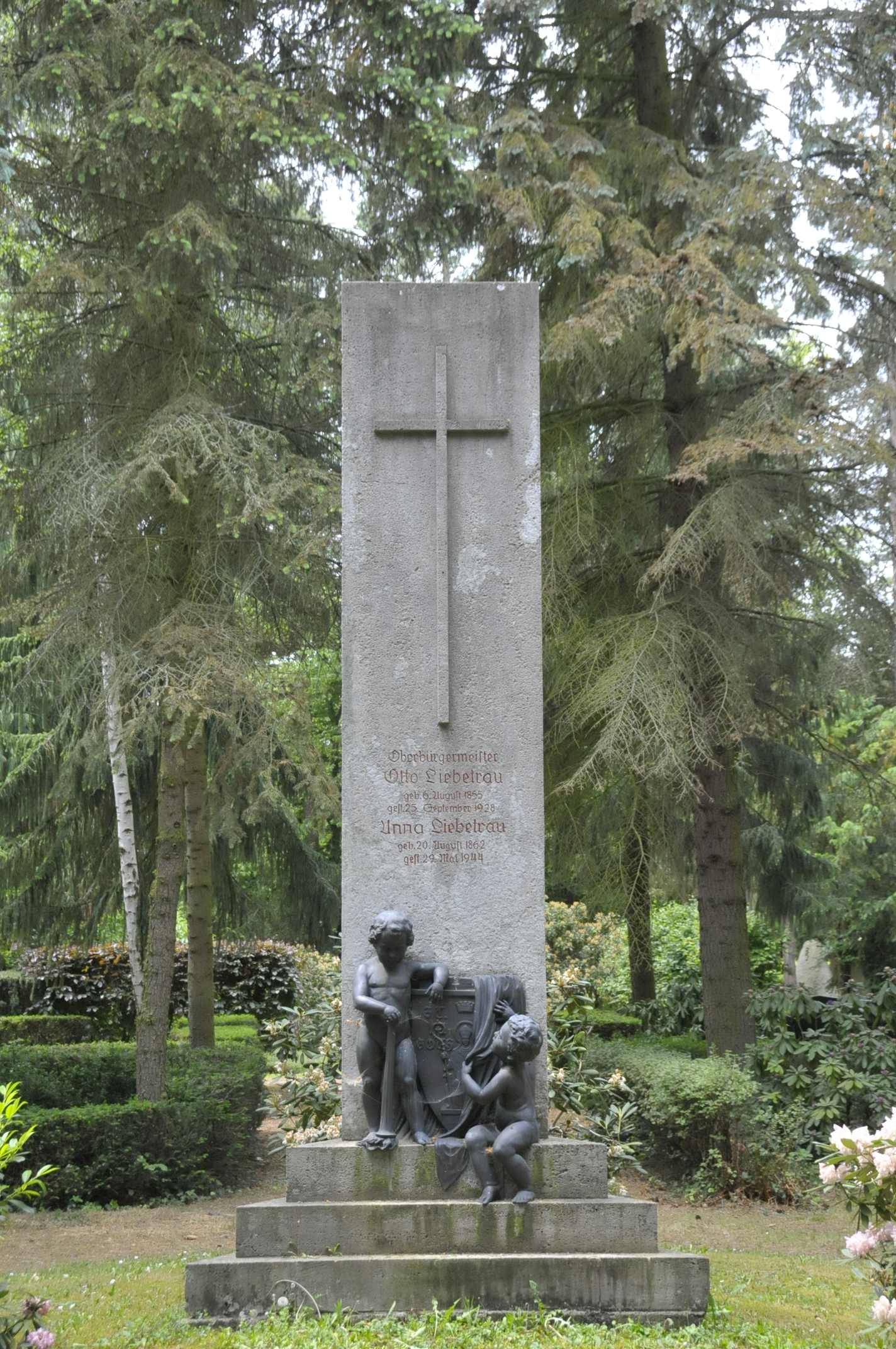
Grabstätte von Otto und Unna Liebetrau in Gotha

Otto Liebetrau legte sein Abitur am Gothaer Gymnasium Ernestinum ab und begann 1874 ein Studium der Rechtswissenschaften in Marburg, Leipzig und Jena. 1874 wurde er Mitglied der Burschenschaft Arminia Marburg. Er leistete ein Jahr Militärdienst (Leutnant der Reserve). Nach Abschluss des Studiums war er ab 1878 Referendar in Gotha, Ohrdruf und Tonna. 1880 legte er die Assessorprüfung beim Oberlandesgericht Jena ab und wurde 1881 Amtsanwalt beim Amtsgericht Gotha.
Ab 1882 war er Senator und Stellvertretender Bürgermeister in Gotha. 1890 wurde er Bürgermeister und 1894 Oberbürgermeister. Von 1892 bis 1918 war er Landtagsabgeordneter und zeitweise, so im Jahre 1911, Landtagspräsident im Gothaer Landtag. Bei der Reichstagswahl 1898 und  1903 kandidierte er im Reichstagswahlkreis Herzogtum Sachsen-Coburg-Gotha 2 für ein breites Bündnis bürgerlicher Parteien, konnte aber in der Parteihochburg der SPD das Mandat nicht gewinnen. Während seiner 38-jährigen Amtszeit von 1890 bis 1919 wurden zahlreiche öffentliche Gebäude erbaut, darunter das Hauptpostamt (1889), ein Schlachthof (1890/1891), das Amts- und Landesgericht (1895/1896), ein Elektrizitätswerk und die elektrische Straßenbahn (1894), das Stadtbad (1905–1908), die Synagoge (1903–1904), die Arnoldischule (1909–1911) und der Volkspark. Er förderte den sozialen Wohnungsbau für die anwachsende Bevölkerung und ließ die unter seinem Amtsvorgänger begonnene Kanalisierung, Pflasterung und Beleuchtung der Straßen fortsetzen. Anlässlich seines Ausscheidens aus dem Amt wurde er am 31. Dezember 1919 zum Ehrenbürger der Stadt Gotha ernannt.

## Sonstiges
Liebetrau, dessen Ehe kinderlos blieb, stiftete gemeinsam mit seiner Frau einen großen Teil seines Vermögens für das 1928 eröffnete Heimatmuseum in Gotha.
1992 erhielt eine Straße in West-Gotha seinen Namen. Die Liebetraustraße hieß von 1875 bis 1919 Reichsstraße und von 1978 bis 1991 Fritz-Heilmann-Straße.
Die Grabstätte von Liebetrau und seiner Frau Unna (20. August 1862 bis 29. Mai 1944) befindet sich auf dem Hauptfriedhof Gotha (Teil II, Ehrenrondell).